# Квинт Фабий Максим Сервилиан
Вижте пояснителната страница за други личности с името Квинт Фабий Максим.
Квинт Фабий Максим Сервилиан (на латински: Quintus Fabius Maximus Servilianus) e политик на Римската република през 2 век пр.н.е.

## Биография
Произлиза от фамилията Сервилии. Син е на Гней Сервилий Цепион (консул 169 пр.н.е.) и брат на Гней (консул 141 пр.н.е.) и Квинт (консул 140 пр.н.е.).
Сервилиан е осиновен от патрицийанската фамилия Фабии от претора на 181 пр.н.е. Квинт Фабий Максим. Така той е осиновен брат на Квинт Фабий Максим Емилиан (консул 145 пр.н.е.).
През 142 пр.н.е. той е избран за консул заедно с Луций Цецилий Метел Калв. През 141 пр.н.е. е проконсул в Испания и води война против вожда на лузитаните Вириат.
Фабий e понтифекс. Той пише 12 книги за сакрално право. Написал е и анали, от който са запазени само 2 фрагмента за историята на Рим.